# Manuel Ferreira de Faria
Manuel Ferreira de Faria (São Miguel de Seide, 18 de Novembro de 1916 – Porto, 5 de julho de 1983 (66 anos)), foi um músico e cónego português.
Foi ordenado padre em 1939 e nomeado cónego da Sé de Braga em 1966. Formou-se em Roma, no Pontifício Instituto de Música Sacra com licenciatura em Canto Gregoriano em 1942. Obteve também o título de Maestro em Composição no Conservatório Nacional de Lisboa.
Compôs música sacra, profana, coral, pianística e sinfónica, num total de mais de 550 composições (entre trabalhos originais e arranjos). A sua obra mais conhecida é o Avé de Fátima.
Entre 1976 e 1981 fez na Rádio Renascença o programa semanal "Ao encontro da grande música".